# Wipfelwanderweg Rachau
Der Wipfelwanderweg Rachau war ein kombinierter Naturlehr- und Baumkronenpfad (Wipfelwanderweg) in der Gemeinde Sankt Margarethen bei Knittelfeld im österreichischen Bundesland Steiermark. Das beliebte Ausflugsziel im Nahbereich des Aichfeldes wurde 2009 als höchster Wipfelwanderweg Europas eröffnet, zählte jährlich etwa 50.000 Besucher und war bis Sommer 2022 begehbar.

## Lage und Umgebung
Der Wipfelwanderweg Rachau befand sich im gleichnamigen Ortsteil der Gemeinde Sankt Margarethen bei Knittelfeld im Bezirk Murtal. Ausgehend von der Vorderen Rachau führt der Weg sonnseitig auf den 870 m ü. A. hohen Gobernitzberg, einen nördlichen Ausläufer der Gleinalpe. Der Ausgangspunkt ist über die Rachauer Straße (L554) oder über Breitwiesen erreichbar. Zweimal täglich besteht eine Busverbindung zwischen Knittelfeld und Glein bzw. Rachau (Verbund Linie 842), zu Fuß benötigt man ab dem Bahnhof Knittelfeld über Gobernitz und Breitwiesen etwa eine Stunde.

## Geschichte
Als Vorbild für den Wipfelwanderweg Rachau diente der 2005 eröffnete Baumkronenweg Kopfing, der in seinen ersten drei Jahren rund eine halbe Million Besucher verbuchen konnte. Die Investitionskosten von 1,6 Millionen Euro sollten je zur Hälfte vom Land Steiermark und dem Bauherren, der Gemeinde Rachau, getragen werden. Nach Verpflichtung der Holzbaufirma Almholz erfolgte am 4. April 2008 der Spatenstich. In den folgenden Monaten wurden 1200 Festmeter mondgeschlägerten Lärchenholzes aus der Umgebung, 300 Kubikmeter Beton und 6300 Kilogramm Eisen verbaut. Um die Konstruktion zusammenzuhalten, kamen 47.000 Dübel und 130.000 Holzschrauben zum Einsatz. Einige Baumstämme lieferte die Firma Heliswiss mit Transporthubschraubern des Typs Kamow Ka-32. In Form von Nebenbeschäftigungen beteiligten sich zahlreiche Gemeindebürger am Bauprojekt und leisteten insgesamt 8000 ehrenamtliche Arbeitsstunden. Am 25. April 2009 wurde der Wipfelwanderweg mit einem Festakt eröffnet.
In den Jahren nach seiner Fertigstellung geriet das „touristische Leitprojekt“ aufgrund eines Finanzskandals in die landesweiten Schlagzeilen. Im Jänner 2011 gab der Bürgermeister von Rachau und Geschäftsführer der Wipfelwanderweg Almfrische Rachau GmbH, Maximilian Haberleitner, bekannt, dass die Gemeinde verschiedenen Lieferanten 330.000 Euro schulde. Wie sich in der Folge herausstellte, konnte die Gemeinde einen Kredit der Landesregierung, der obendrein in Schweizer Franken aufgenommen worden war, nicht zurückzahlen. Dem auf Druck des Gemeinderates zurückgetretenen Haberleitner wurde vorgeworfen, sich in seiner Doppelfunktion als Bürgermeister und Wipfelwanderweg-Geschäftsführer bereichert zu haben. Die Staatsanwaltschaft legte ihm zur Last, als Grundeigentümer einen fünffach überhöhten Pachtzins für die Anlage kassiert zu haben. Haberleitner, der bis zuletzt seine Unschuld beteuerte, wurde am 27. Jänner 2020 am Straflandesgericht Leoben wegen Untreue zu einem halben Jahr bedingter Haft verurteilt. Vom Verdacht des Amtsmissbrauchs wurde er freigesprochen.
2019 wurde der Wipfelwanderweg Rachau als steirischer Beitrag zur ORF-Fernsehsendung 9 Plätze – 9 Schätze nominiert.
Aufgrund schwerer Sturmschäden wurde der Wipfelwanderweg Rachau ab August 2022 zunächst vorübergehend gesperrt. Am 27. April 2023 gab die Gemeinde Sankt Margarethen bei Knittelfeld bekannt, dass der Betrieb des Wipfelwanderweges mit sofortiger Wirkung eingestellt wird, weil die Pacht-, Erhaltungs- und Reparaturkosten nicht mehr finanzierbar sind.

## Beschreibung

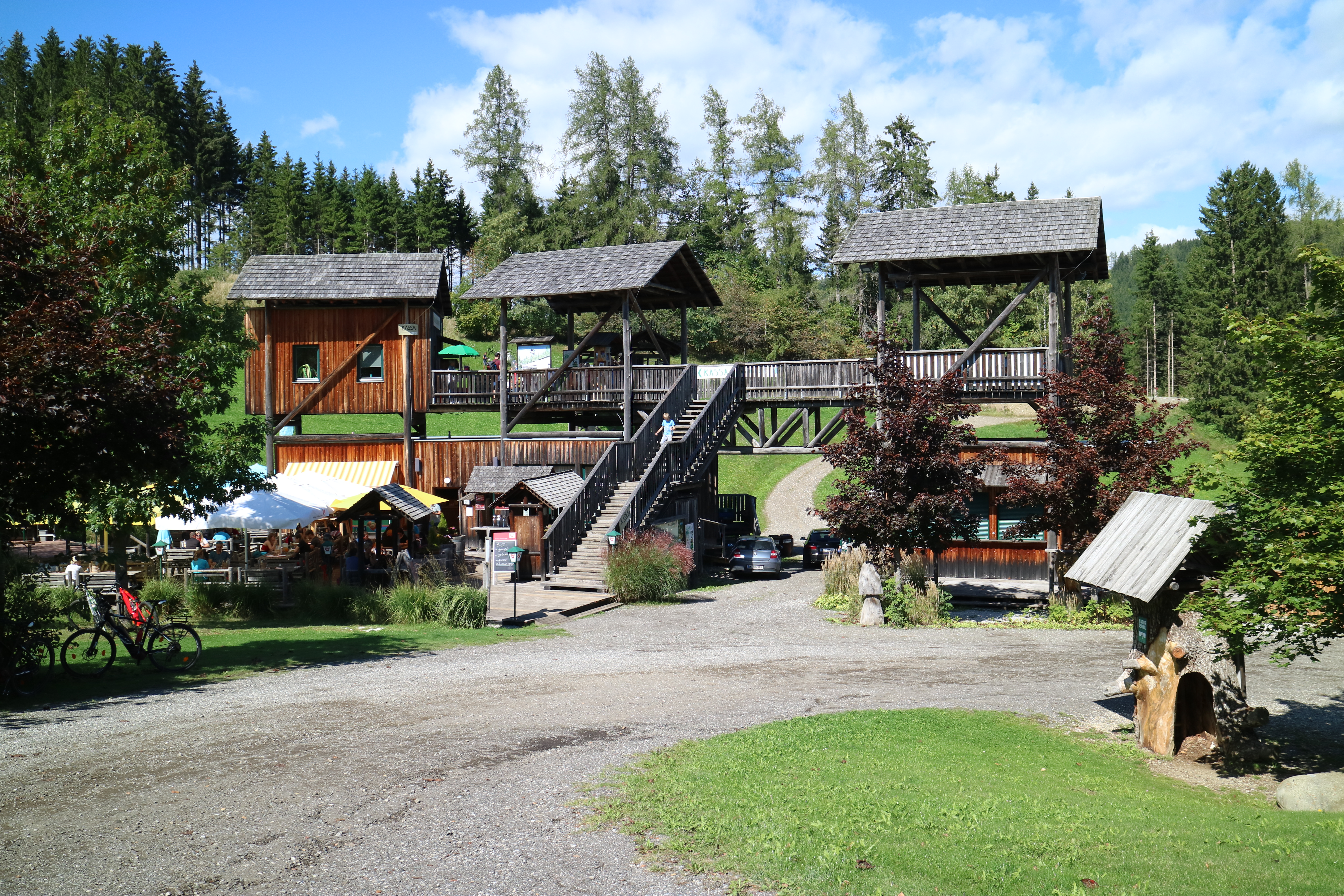
Empfangsgebäude mit Gasthaus sowie Verkaufs- und Ticketshop

Der komplette Wanderweg von Mitterbach auf den Gobernitzberg und zurück ist etwa 2700 Meter lang und überwindet dabei auf 1300 Stufen 160 Höhenmeter. Er wird größtenteils von Schautafeln und verschiedenen Wurf- und Geschicklichkeitsspielen aus Holz gesäumt und lässt sich in mehrere Abschnitte gliedern: 
- Nach dem Empfangsgebäude, das aus zwei offenen und einem geschlossenen Holzturm besteht, führt eine erste Brücke zum sogenannten „Sonnenweg“. Dieser einzige barrierefreie Abschnitt des Wanderwegs verläuft rund 600 Meter annähernd eben entlang des Waldrandes.

- Über die „Himmelsleiter“, eine geradläufige Holztreppe mit 148 Stufen, gelangt man auf den Gratweg, auf dem der Lebensraum Wald für alle Sinne begreifbar gemacht wird. Dafür sorgt unter anderem ein „Waldxylophon“ mit unterschiedlich klingenden Baum- bzw. Holzarten.

- Im Anschluss an den Gratweg befindet sich der Einstieg zum eigentlichen Wipfelwanderweg, der nur in Aufstiegsrichtung begangen werden darf. Der rund 500 Meter lange und 800 Stufen[3] umfassende Pfad besteht aus 28 bis zu 25 Meter hohen[1] Türmen, Brücken und Decks mit Liegestühlen. Der höchste Punkt „Adlerblick“ (Turm 28) verfügt über einen vier Meter langen Skywalk und gewährt Ausblicke auf das Aichfeld und die umliegenden Gebirgsgruppen. Der Abstieg von diesem letzten Turm kann über eine 32 Meter lange Rutsche abgekürzt werden.[10][14]

- Zurück zum Einstieg des Wipfelwanderweges gelangt man über eine Forststraße oder den Vogelsteig, der von einer 90 Meter langen[10] hölzernen Kugelbahn begleitet wird. Bis zum oberen Ende der Himmelsleiter deckt sich der Abstieg mit dem Aufstieg, von dort kann der Rückweg zum Ausgangspunkt anstatt über den Sonnenweg durch den Wald erfolgen.

## Bilder

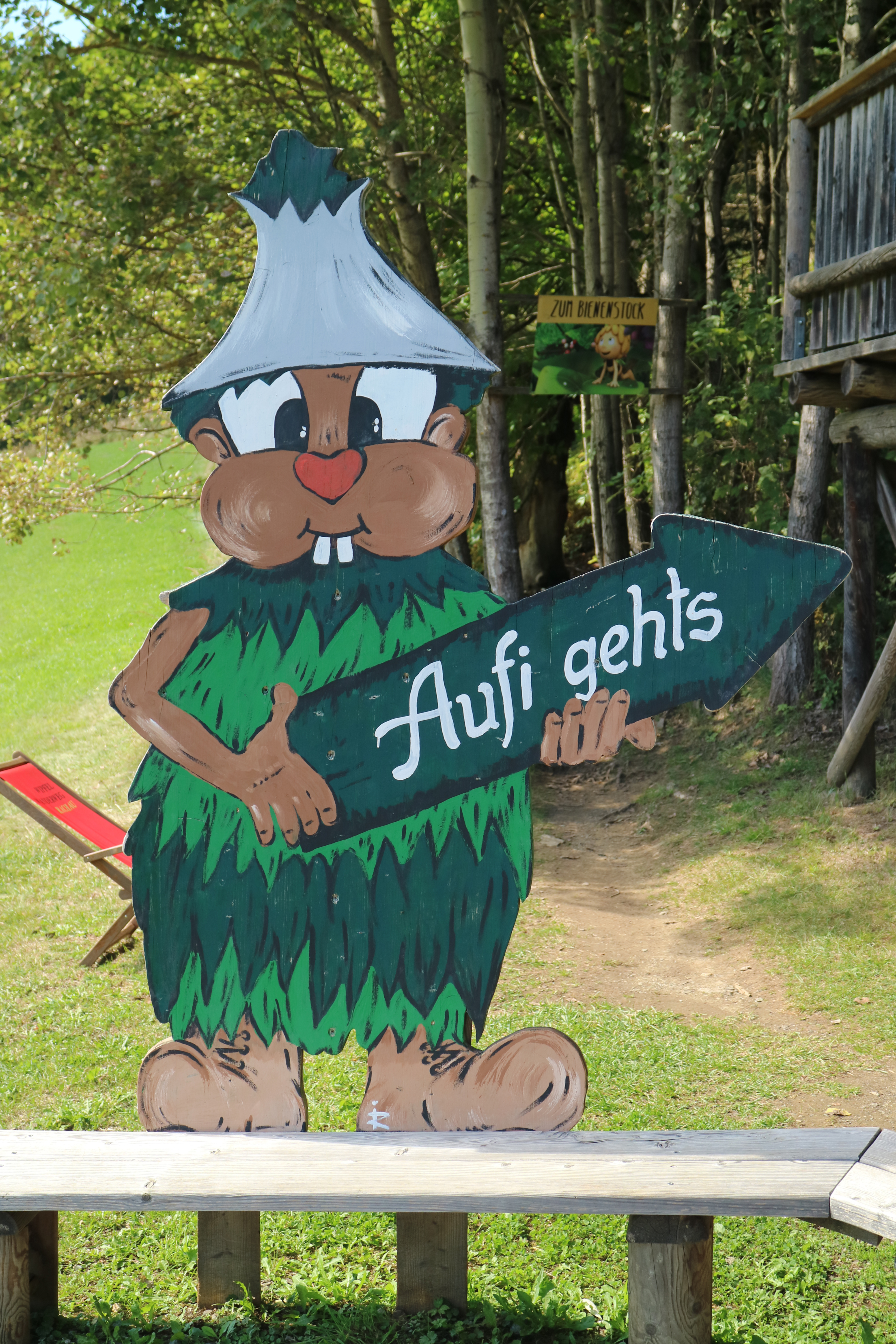
Maskottchen „Wipfi“ am Beginn der Himmelsleiter
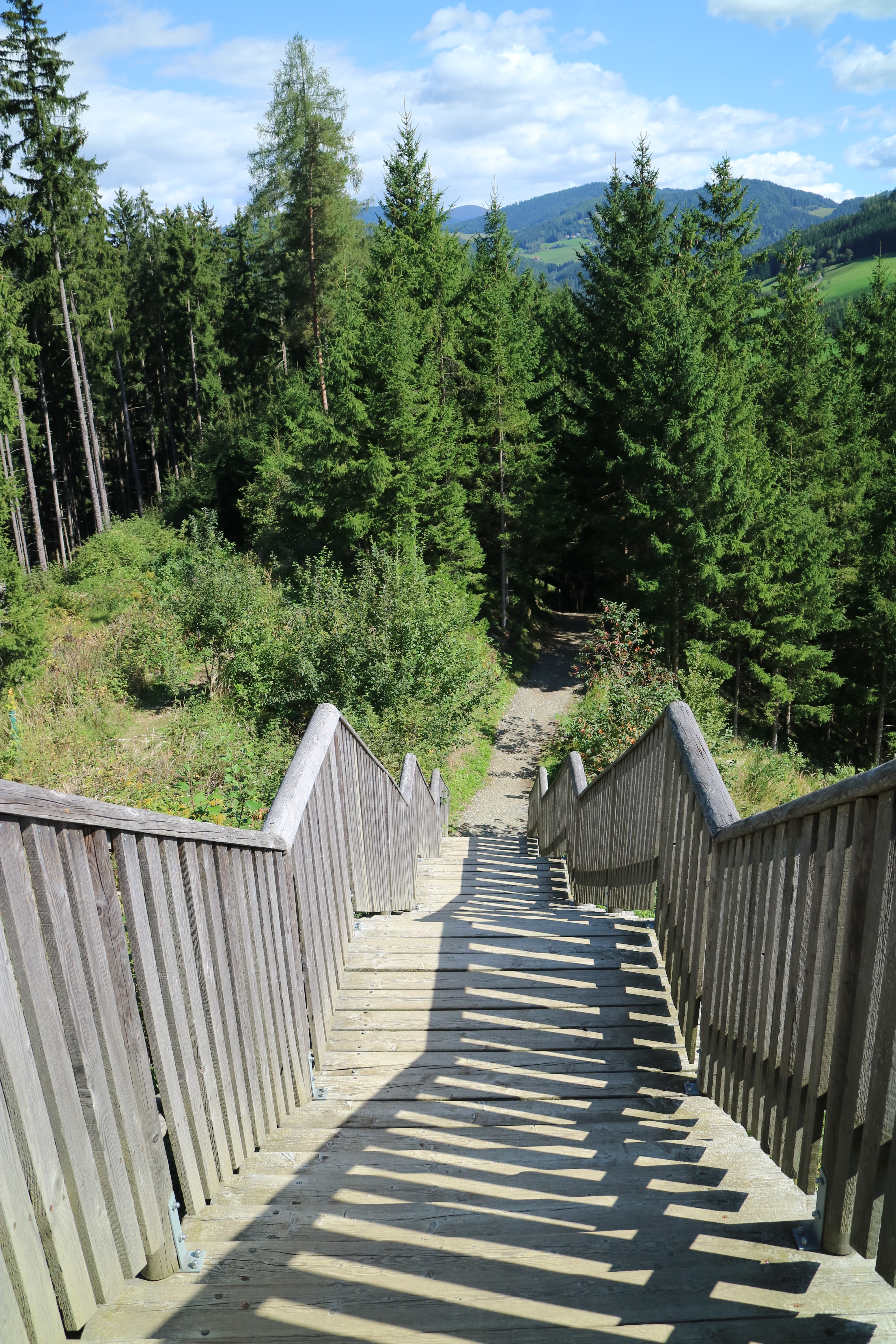
Holztreppe mit 54 Stufen auf dem Gratweg
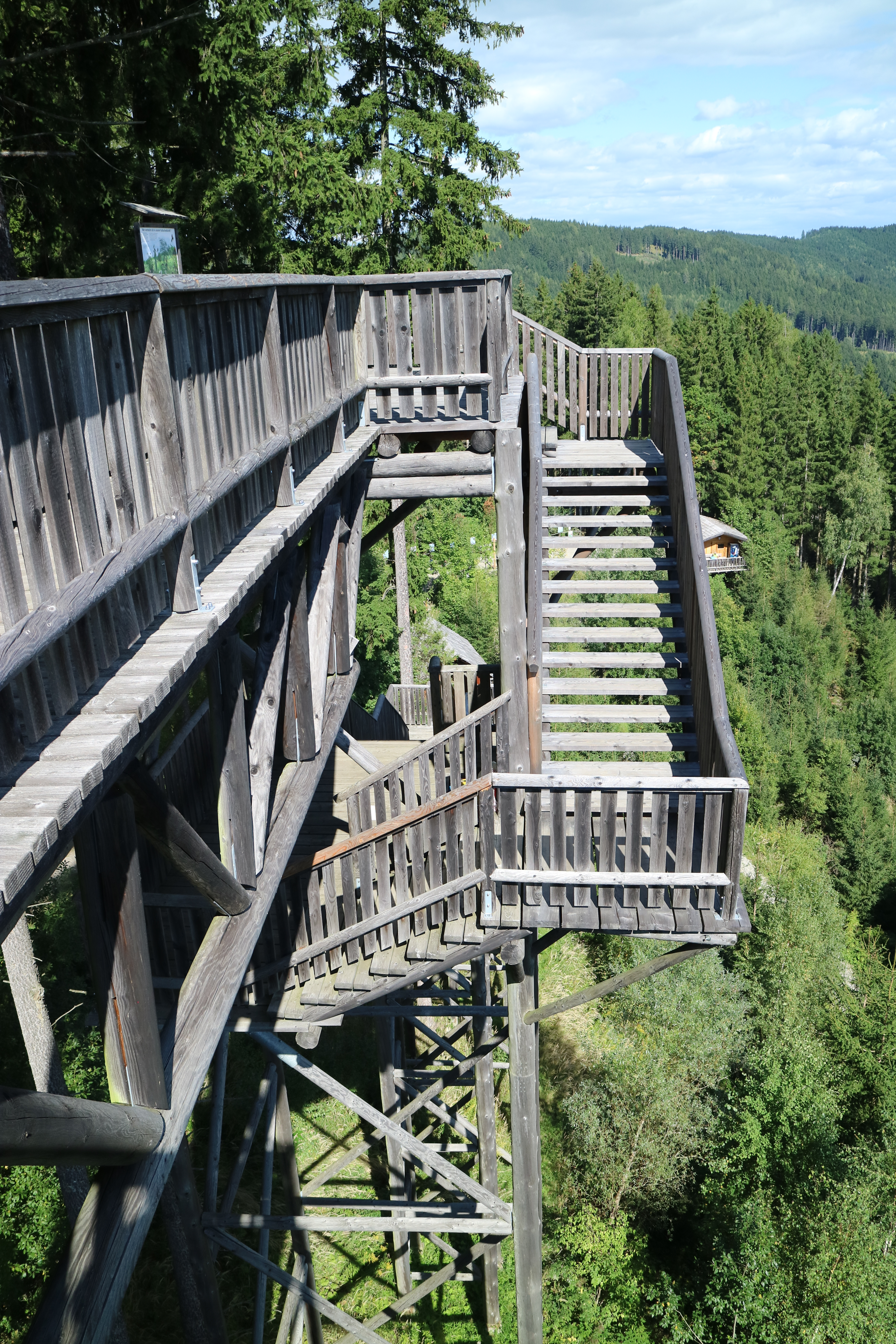
Rückblick von der ersten Aussichtsplattform
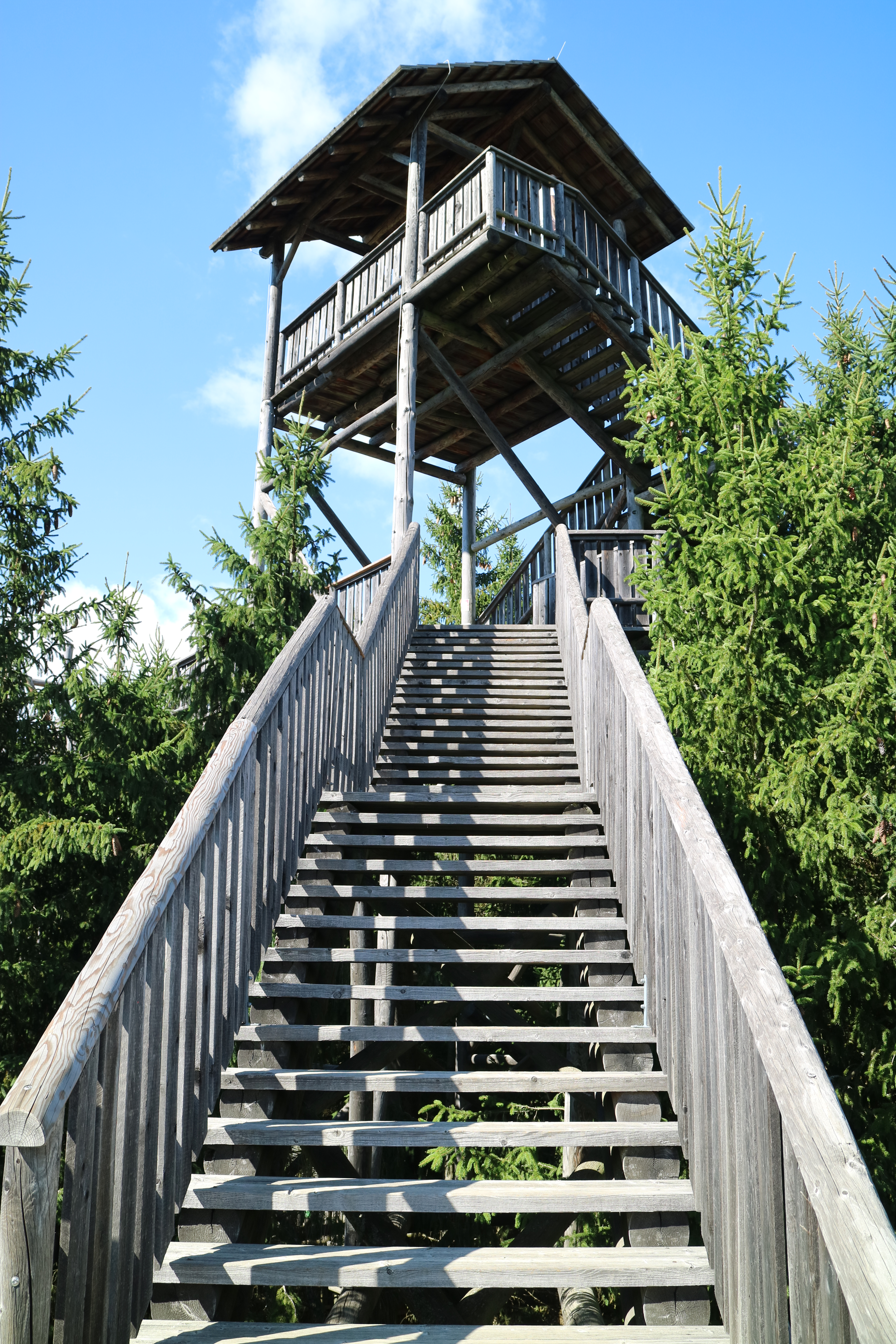
Erster überdachter Aussichtsturm (Turm 19)
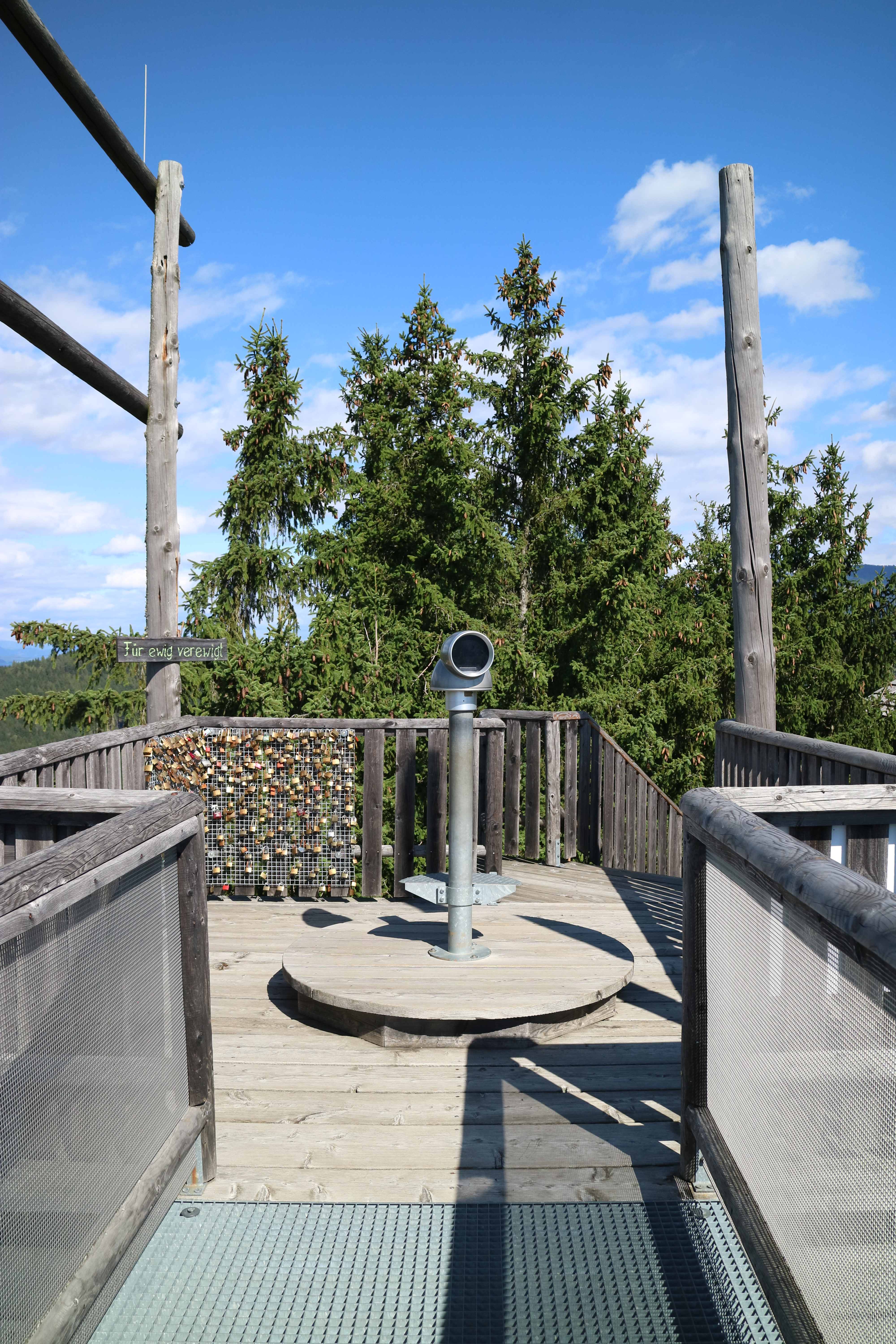
Adlerblick mit Monokular und Skywalk (Turm 28)
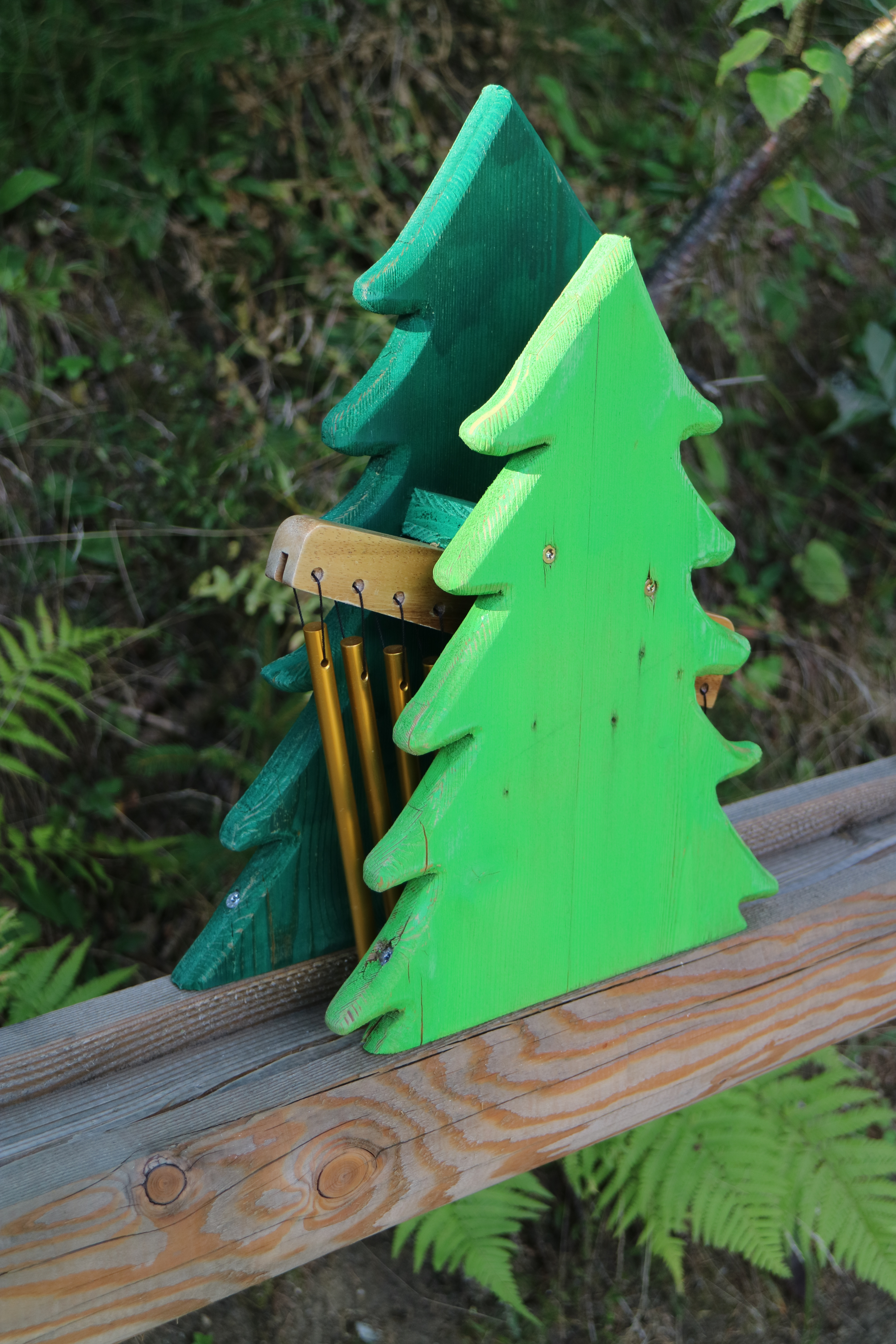
Klangstäbe als Element der Kugelbahn